# Renouée des haies
Fallopia dumetorum
Espèce
Classification phylogénétique
Statut de conservation UICN

 LC  : Préoccupation mineure

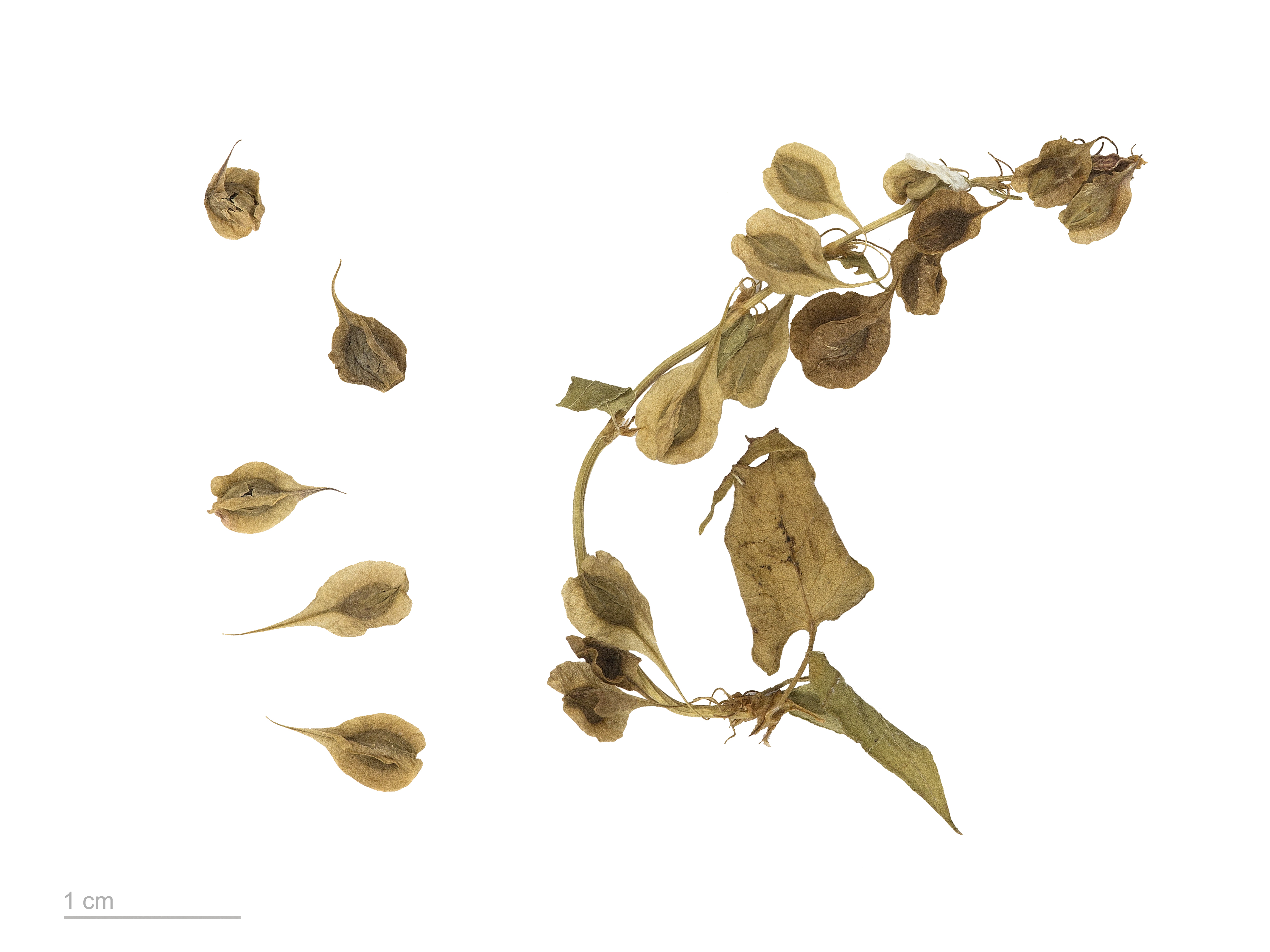
Fallopia dumetorum - Muséum de Toulouse

La Renouée des haies, parfois appelée Vrillée des buissons (Fallopia dumetorum), est une plante herbacée annuelle de la famille des Polygonaceae. 

## Description
Ses tiges striées peuvent atteindre 1 à 2 m.

## Caractéristiques biologiques
- Organes reproducteurs :
  - Type d'inflorescence : racème de cymes bipares
  - Répartition des sexes :  hermaphrodite
  - Type de pollinisation :  autogame
  - Période de floraison :  juin à octobre
- Graine:
  - Type de fruit :  akène
  - Mode de dissémination :  anémochore
- Habitat et répartition :
  - Habitat type : annuelles pionnières des clairières et lisières médioeuropéennes, psychrophiles, hémihéliophiles
  - Aire de répartition : eurasiatique méridional

Données d'après : Julve, Ph., 1998 ff. - Baseflor. Index botanique, écologique et chorologique de la flore de France. Version : 23 avril 2004. 

## Statut
En France, cette espèce est protégée en région Basse-Normandie (Article 1).